# Gelasma grandificaria
Gelasma grandificaria là một loài bướm đêm trong họ Geometridae.